# Sirețel
Sirețel – wieś w Rumunii, w okręgu Jassy, w gminie Sirețel. W 2011 roku liczyła 2228 mieszkańców.